# Hadrián V.
Hadrián V. (asi 1205 – 18. srpna 1276), rodným jménem Ottobuono de' Fieschi, byl papežem katolické církve od 11. července 1276 až do své smrti o měsíc později.

## Život
Ottobuono patřil k vysoce postavené rodině Fieschiů z Ligurie.
Ve své první klerikální pozici se ocitl v roce 1243, kdy se stal papežským kaplanem. V prosinci 1251 byl svým strýcem, papežem Inocencem IV. (1243–54), jmenován kardinálem San Andriana. Navíc byl ještě arcijáhnem Parmy a Remeše. Datum, kdy jím v Parmě byl, není známo, avšak ví se, že arcijáhnem Remeše byl v roce 1250. V letech 1259–1276 byl taktéž arciknězem patriarchální baziliky Panny Marie Sněžné v Římě

### Anglie
V roce 1265 byl papežem Klementem IV. (1265–68) poslán do Anglie, aby dělal prostředníka mezi Jindřichem III. (1216–72) a jeho barony. Zůstal tam po několik let (od října 1265 do července 1268) jako papežský legát. Jeho diplomatická pozice byla taková, že jeho jméno je dodnes na nejstarším existujicím kusu anglického psaného práva, tzv. Statute of Marlborough z roku 1267. V dubnu 1268 vydal sbírku předpisů, které tvořily základ círevního práva v Anglii až do reformace v 16. století.

### Pontifikát
Pod vlivem Karla I. z Anjou byl 12. července 1276 zvolen papežem, aby nahradil zemřelého Inocence V. Hadrián však již 18. srpna téhož roku ve Viterbu umírá, aniž by byl vysvěcen na kněze a biskupa. Ve Viterbu je pohřben v kostele sv. Františka. Technicky vzato Hadrián V. nikdy nebyl vysvěcen na biskupa, a nemohl se tedy tak skutečně stát biskupem města Řím – tedy papežem; tradičně je však mezi papeže započítáván.
Během svého pontifikátu přesto stihl dokončit několik menších věcí. Anuloval bulu papeže Řehoře X. (1271–1276) ohledně konkláve, ale zemřel dříve, než stihl uzákonit jiné regule.
Dante v Božské komedii potkává Hadriánovu duši v očistci, v místě, které je vyhrazeno lakomcům, kde Hadrián odčiňuje svůj hřích světských ambicí.

## Odkazy

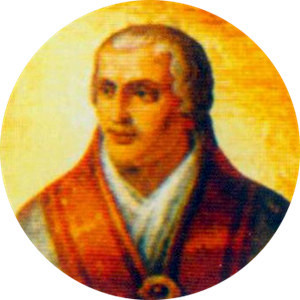
Portrét papeže Hadriána V. v bazilice sv. Pavla za hradbami

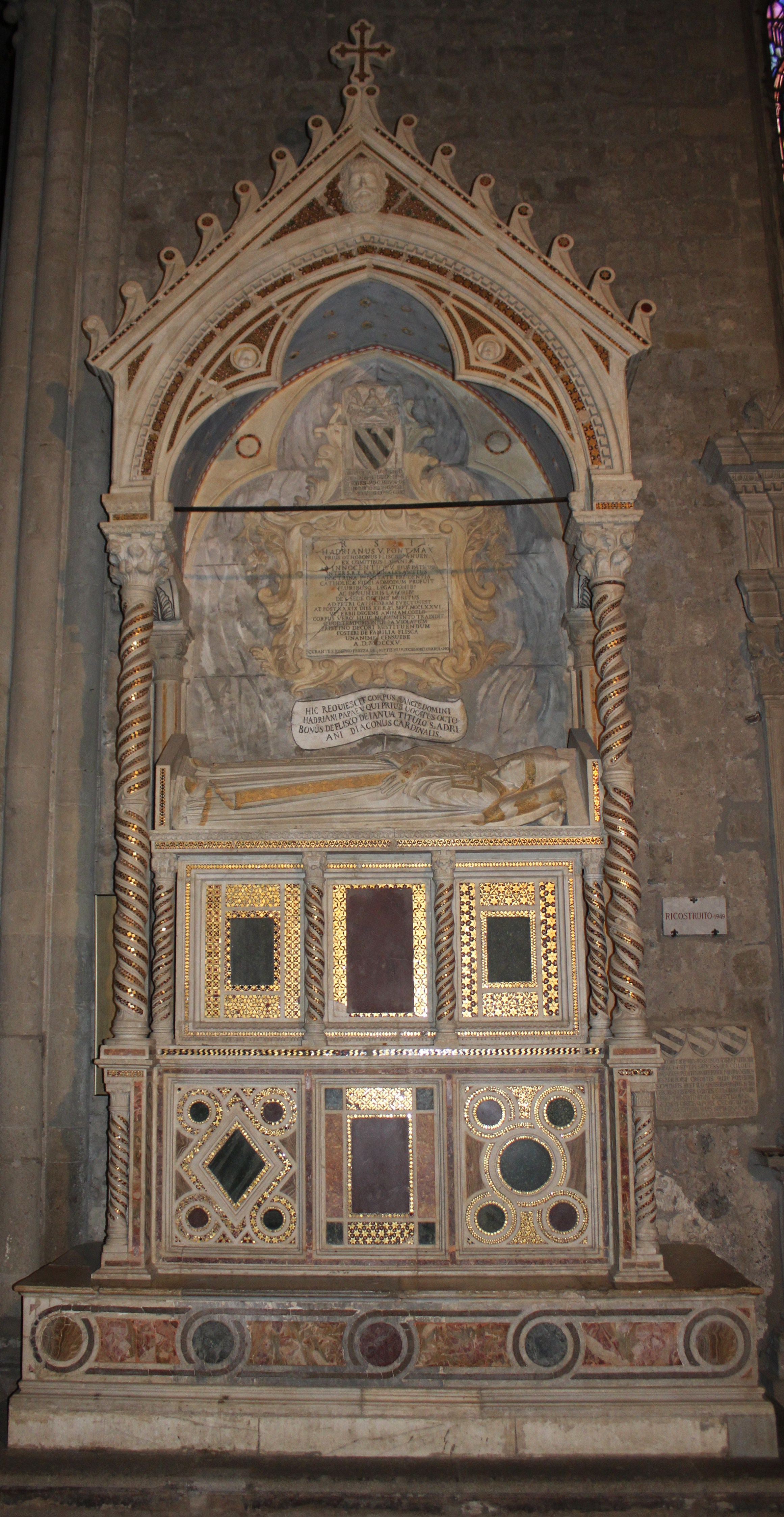
Hrobka papeže Hadriána V. v italském Viterbu